# Styphelia tubiflora
Styphelia tubiflora är en ljungväxtart som beskrevs av James Edward Smith. Styphelia tubiflora ingår i släktet Styphelia och familjen ljungväxter. Inga underarter finns listade i Catalogue of Life.

## Bildgalleri

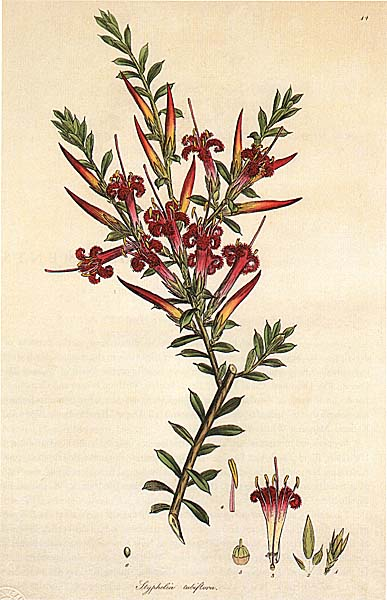